# Club de Polo y Equitación San Cristóbal
El Club de Polo y Equitación San Cristóbal es un club y recinto deportivo ubicado en la comuna de Vitacura, Santiago de Chile, abocado principalmente al polo y a la equitación, aunque también tiene instalaciones para otros deportes como tenis, golf, futbolito y gimnasia. 
Su actual presidente es Francisco Varela Noguera.

## Historia
Fue inaugurado el 21 de diciembre de 1947 exclusivamente para polo. En 1968 se adquirieron los terrenos de Lo Recabarren que permitieron la expansión del polo y la práctica del golf en una cancha de 60 hectáreas. Posteriormente se sumaron las ramas de equitación, tenis, futbolito y finalmente el área de Gym/Spa.

## Instalaciones
El club cuenta con siete canchas de polo, cuatro canchas de salto (dos de arena y dos de pasto), dos picaderos, una cancha de golf, 20 canchas de tenis, 12 canchas de futbolito, 2 canchas de padel y un gimnasio/spa.
Importantes eventos deportivos se han disputado en sus canchas. En el polo se han disputado los mundiales de 1992 y 2015. En el tenis desde 2016 se disputa el Santiago Challenger. También se disputaron las competencias de golf en los Juegos Suramericanos de 2014.